# 味のれん本舗
株式会社新潟味のれん本舗（にいがたあじのれんほんぽ）とは、新潟県長岡市に拠点を置く米菓を中心とする製造・販売会社。岩塚製菓の子会社である。

## 主な製品
- 煎餅 - 田舎おかき醤油味、越乃豆もち、黄金揚げ、きなこ雪餅、マカダミアおかき、黒胡麻せんべい、海老あられ黒胡椒味、揚もち、うす焼ざらめせんべい、磯部巻醤油味、実りの種、味手函
- 期間限定商品 - 田舎おかきサラダ味、花稟香、花の行進曲、菜乃花の詩、天地人物語　与六、直江焼、サラダおかき、そふと煎餅、蓬おかき（桜もちあんこ味、抹茶味、塩味）、旬萌（蓬おかき詰め合わせ）、春風、ネット限定すこやか巾着、元気のぼり
- 贈答用（詰め合わせ） - 味十六選 越乃豊穣、越後連山、新潟つづり、枡形の里、越路めぐり、越の便り、郷乃抄、香木、小さな季節、お試しセット 越の栞、団欒セット、味手箱
- コシヒカリ販売 - 毎年、新潟味のれん本舗コシヒカリを発売している

## テレビCM
- 毎年、日本のエリア別に特別お試しセット販売のCMを放送している。
- Bitter & Sweet - 2016年7月よりCMタレントとして起用。